# NKX2-8
NKX2-8 (англ. NK2 homeobox 8) – білок, який кодується однойменним геном, розташованим у людей на 14-й хромосомі. Довжина поліпептидного ланцюга білка становить 239 амінокислот, а молекулярна маса — 25 866.
| 10         |  | 20         |  | 30         |  | 40         |  | 50         |
| ---------- |  | ---------- |  | ---------- |  | ---------- |  | ---------- |
| MATSGRLSFT |  | VRSLLDLPEQ |  | DAQHLPRREP |  | EPRAPQPDPC |  | AAWLDSERGH |
| YPSSDESSLE |  | TSPPDSSQRP |  | SARPASPGSD |  | AEKRKKRRVL |  | FSKAQTLELE |
| RRFRQQRYLS |  | APEREQLASL |  | LRLTPTQVKI |  | WFQNHRYKLK |  | RARAPGAAES |
| PDLAASAELH |  | AAPGLLRRVV |  | VPVLVRDGQP |  | CGGGGGGEVG |  | TAAAQEKCGA |
| PPAAACPLPG |  | YPAFGPGSAL |  | GLFPAYQHLA |  | SPALVSWNW  |  |            |

A: Аланін

C: Цистеїн

D: Аспарагінова кислота

E: Глутамінова кислота

F: Фенілаланін

G: Гліцин

H: Гістидин

I: Ізолейцин

K: Лізин

L: Лейцин

M: Метіонін

N: Аспарагін

P: Пролін

Q: Глутамін

R: Аргінін

S: Серин

T: Треонін

V: Валін

W: Триптофан

Кодований геном білок за функцією належить до білків розвитку. 
Білок має сайт для зв'язування з ДНК. 
Локалізований у ядрі.